# Varposaari (ö i Norra Karelen, Joensuu, lat 63,14, long 29,62)
Varposaari är en ö i Finland. Den ligger i sjön Pielisjärvi och i kommunen Juga i den ekonomiska regionen  Joensuu ekonomiska region  och landskapet Norra Karelen, i den sydöstra delen av landet, 400 km nordost om huvudstaden Helsingfors. Öns area är 3,8 hektar och dess största längd är 290 meter i nord-sydlig riktning.